# ثنائي بوريد المغنيسيوم
ثنائي بوريد المغنيسيوم هو مركب كيميائي لاعضوي صيغته MgB2، ويوجد على شكل صلب رمادي غامق.

## التحضير
اصطنع المركب لأول مرة سنة 1953 وجرى التأكد من بنيته مباشرة بعد ذلك. يحضر المركب من التفاعل المباشر بين العنصرين المكونين له البور والمغنيسيوم عند درجات حرارة مرتفعة.

## الخواص
يوجد المركب في الشروط القياسية على شكل صلب رمادي غامق، وهو غير منحل في الماء.
وجد سنة 2001 أن للمركب خواص موصلية فائقة.

## الاستخدامات
تعد خاصة الموصلية الفائقة جذابة بالنسبة للعديد من التطبيقات منخفضة التكلفة.